# Indian Ocean Naval Symposium
 (janvier 2025).
Le Symposium naval de l'océan Indien (en anglais : Indian Ocean Naval Symposium, IONS) est une série de réunions biennales entre les États bordant de l'océan Indien. Il offre un espace d'échange afin d'accroître la coopération en matière de sécurité maritime, discuter des questions maritimes régionales et promouvoir des relations amicales entre États membres,,,.

## Histoire

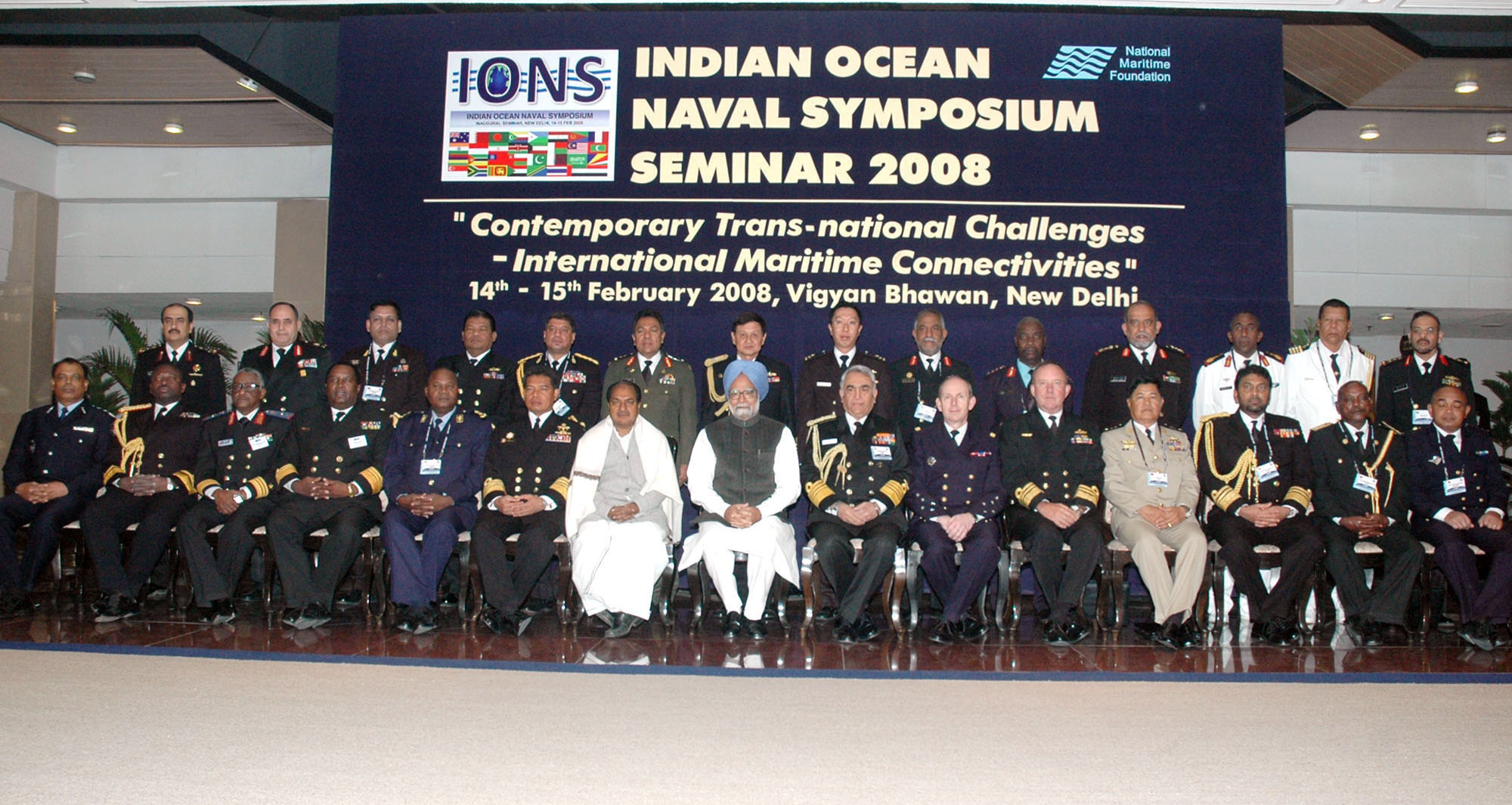
En 2008, Manmohan Singh et A. K. Antony.

Le symposium a été organisé pour la première fois en 2008 en l’Inde. La présidence et le lieu du Symposium sont assurés à tour de rôle par les différents États membres,,.

## Rôle
Le symposium est construit autour de la question de sécurité dans l'océan Indien, similaire au Symposium naval du Pacifique occidental. Il s’agit d’une initiative sur la base du volontariat entre les marines et les agences de sécurité maritime des États membres. En plus des symposiums, de nombreuses autres activités telles que des ateliers, des concours de rédaction et des conférences sont également organisées sous l'égide de l'organisation.

## Membres et observateurs

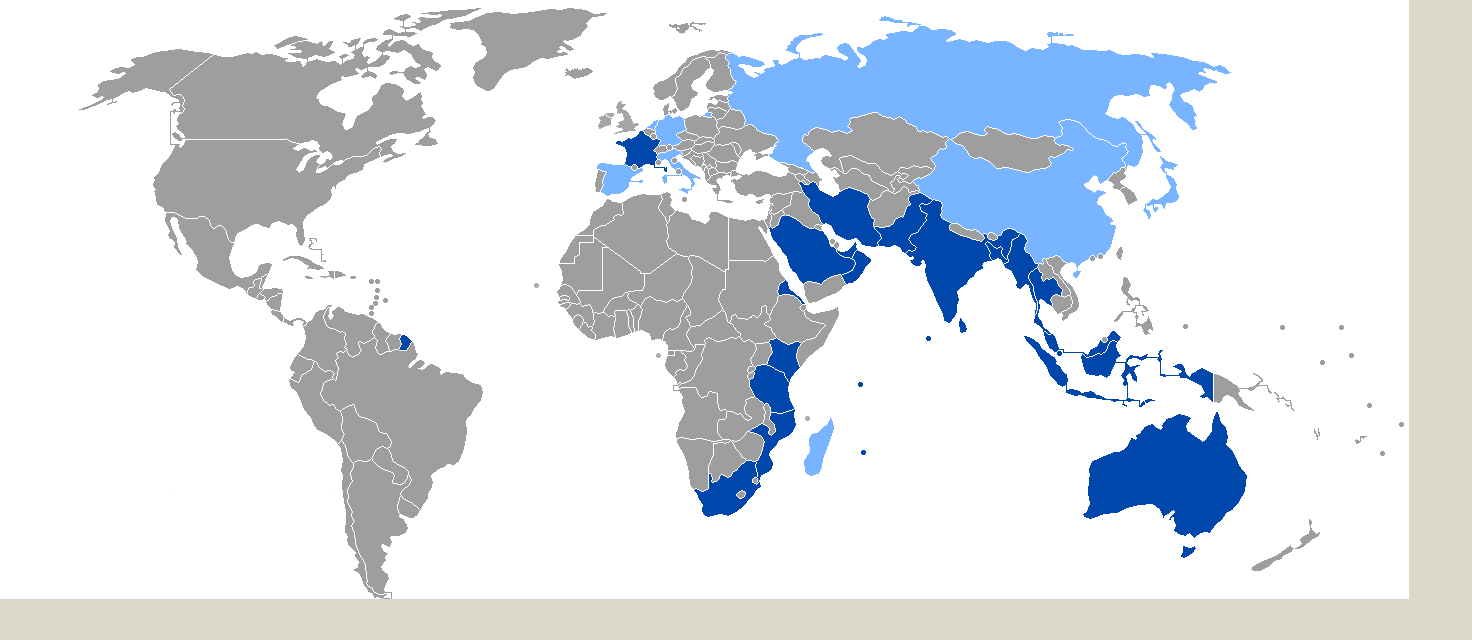
Symposium naval de l'océan Indien
Bleu foncé : états membres
Bleu clair : observateurs

Les 25 pays membres de l'IONS sont regroupés en quatre sous-régions,, :
| Région                     | Membre              | Adhésion     |
| -------------------------- | ------------------- | ------------ |
| Asie du Sud                | Bangladesh          |              |
| Asie du Sud                | Inde                | Février 2008 |
| Asie du Sud                | Maldives            |              |
| Asie du Sud                | Pakistan            | Mars 2014    |
| Asie du Sud                | Seychelles          |              |
| Asie du Sud                | Sri Lanka           |              |
| Asie de l'Ouest            | Iran                |              |
| Asie de l'Ouest            | Oman                |              |
| Asie de l'Ouest            | Arabie saoudite     |              |
| Asie de l'Ouest            | Qatar               |              |
| Asie de l'Ouest            | Émirats arabes unis |              |
| Afrique de l'Est           | France              |              |
| Afrique de l'Est           | Kenya               |              |
| Afrique de l'Est           | Maurice             |              |
| Afrique de l'Est           | Mozambique          |              |
| Afrique de l'Est           | Afrique du Sud      |              |
| Afrique de l'Est           | Tanzanie            |              |
| Afrique de l'Est           | Érythrée            |              |
| Asie du Sud-Est et Océanie | Australie           |              |
| Asie du Sud-Est et Océanie | Indonésie           |              |
| Asie du Sud-Est et Océanie | Malaisie            |              |
| Asie du Sud-Est et Océanie | Myanmar             |              |
| Asie du Sud-Est et Océanie | Singapour           |              |
| Asie du Sud-Est et Océanie | Thaïlande           |              |
| Asie du Sud-Est et Océanie | Timor oriental      |              |

### Observateurs

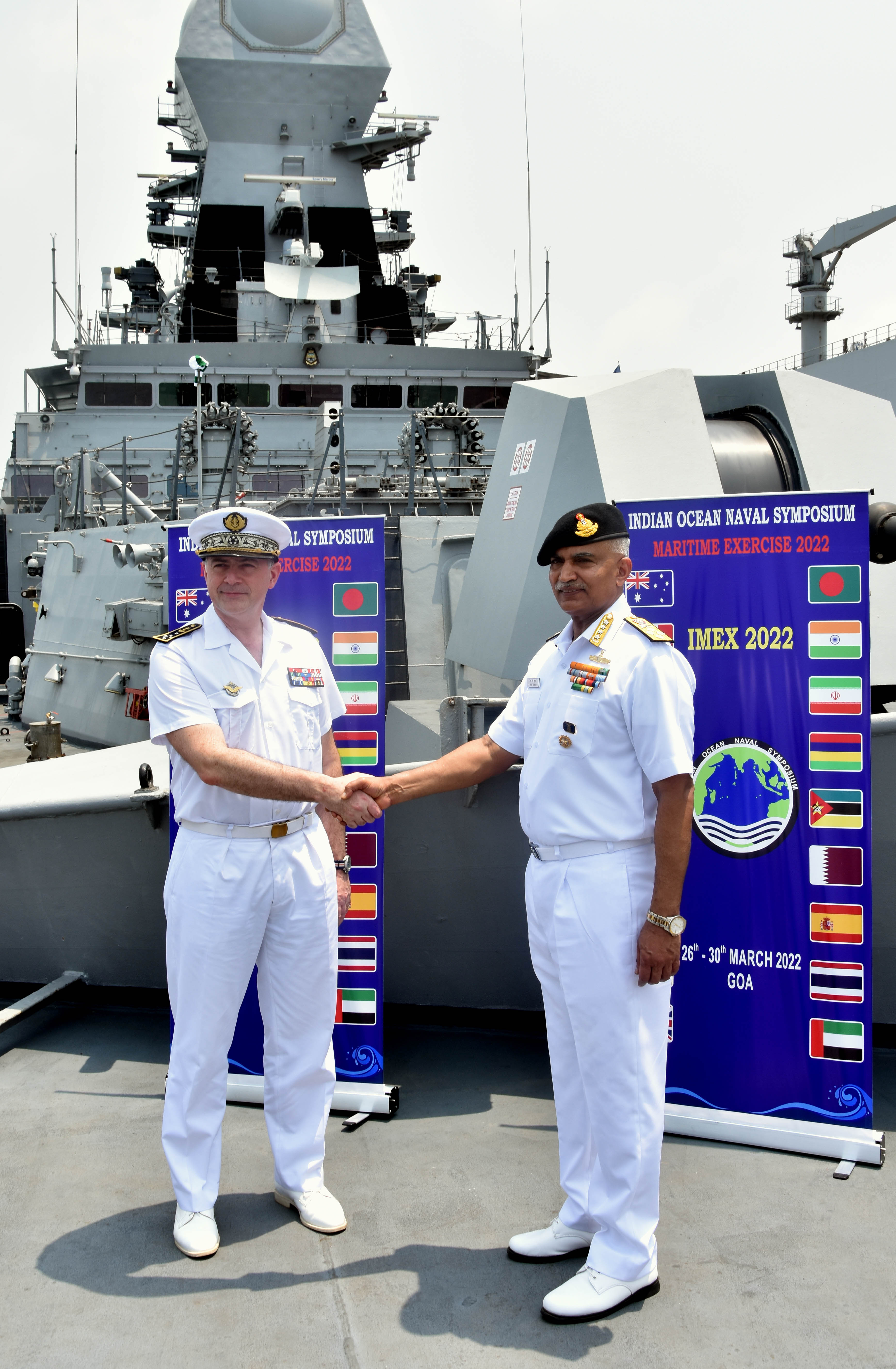
Pierre Vandier et l'amiral indien Hari Kumar en 2022 devant les drapeaux des participants.

Huit États ont un statut d'observateur :[réf. nécessaire]
- Chine
- Allemagne
- Italie
- Japon
- Madagascar
- Pays-Bas
- Russie
- Espagne

## Liste des colloques
| Année | Édition | Pays hôte           | Dates               | Notes  |
| ----- | ------- | ------------------- | ------------------- | ------ |
| 2008  | 1re     | Inde                | 14-16 février 2008  |        |
| 2010  | 2e      | Émirats arabes unis | 10-12 mai 2010      |        |
| 2012  | 3e      | Afrique du Sud      | 10-14 avril 2012    | [ 11 ] |
| 2014  | 4e      | Australie           | 26 mars 2014        | [ 12 ] |
| 2016  | 5e      | Bangladesh          | 11-13 janvier 2016  | [ 13 ] |
| 2018  | 6e      | Iran                | 22-25 avril 2018    | [ 14 ] |
| 2021  | 7e      | Réunion et Paris    | Juin 2021           | [ 14 ] |
| 2023  | 8e      | Thaïlande           | 19-22 décembre 2023 | [ 14 ] |
| 2025  | 9e      | Inde                | Fin 2025            |        |

La 7e édition du Symposium naval de l'océan Indien s'est tenue à La Réunion. Mais pendant ce temps, il fut convenu de tenir le conclave existant des chefs[pas clair] à Paris. Finalement, en novembre 2021, le conclave s'est conclu à Paris, en France.